# 三輪八郎
三輪 八郎（みわ はちろう、1921年11月13日 - 1944年8月17日）は、群馬県群馬郡片岡村（現・高崎市）出身のプロ野球選手。左投左打。1942年・1943年は、同じ阪神軍に在籍していた三輪裕章と区別するため三輪八と書かれることもある。

## 来歴・人物
高崎市片岡尋常小学校（現：高崎市立片岡小学校）、群馬県立高崎中学校（現：群馬県立高崎高等学校）卒業。甲子園出場経験は無いが、1936年の高崎中3年次には北関東大会決勝まで一人で投げ抜き、群馬県立桐生中学校（現：群馬県立桐生高等学校）に敗れた。
桐生中の野球部監督・稲川東一郎の推薦により、稲川の義弟で大阪タイガースの球団職員だった早川二郎を仲介して同球団に入団。1年目の1939年から主に先発として起用される。防御率2.14を記録したものの2勝5敗に終わる。
2年目の1940年8月3日、紀元二千六百年記念行事の一環で行われたプロ野球初の満洲遠征中、関東州大連市（現：中華人民共和国遼寧省大連市）の中央公園（現：労働公園）内にあった大連満倶球場で行われた対東京巨人軍8回戦で、タイガースの投手としては初めてノーヒットノーランを達成した。当日のゲームは小雨の降る中行われ、4四球3失策の計7人の走者を出しながら被安打0、失点0に抑え、ノーヒットノーランを達成した。後に一塁手の松木謙治郎は、この試合での強い打球は川上哲治のセカンドゴロのみであったと回想している。日本列島にない球場、かつ日本プロ野球公式戦において、ノーヒットノーランを達成したのは、三輪八郎と、この19日後に同球場で達成した石田光彦（阪急軍）の2人のみである。同年は最終的に16勝5敗、防御率1.51、リーグ最高勝率.762を記録している。
1941年と1942年は幾分調子を落としたが、1943年には開幕投手に指名され、東西対抗出場も果たした。同年は11勝を挙げ（11敗）、同年の最終戦、11月7日に後楽園球場で行われた対東京巨人軍12回戦にも先発登板し、藤本英雄と延長12回を投げ合い、0-0の引き分けに終わったが、この試合が最終出場となった。戦局の悪化に伴い召集され退団。中国戦線に派遣され、1944年8月17日、山東省沂水にて戦死。東京ドーム敷地内にある鎮魂の碑に、彼の名前が刻まれている。

## 選手としての特徴
左腕から繰り出される力のある速球と、大きなドロップを武器にしていた。特にその速球は一級品で、藤村富美男は後に、速球で勝負できた左腕投手は、三輪と江夏豊のみであると述べている。
投手としての球種はドロップ、シュート。(山室寛之 著 「背番号なし 戦闘帽の野球」より）

## 詳細情報

### 年度別投手成績
| 年 度     | 球 団     | 登 板 | 先 発 | 完 投 | 完 封 | 無 四 球 | 勝 利 | 敗 戦 | セ 丨 ブ | ホ 丨 ル ド | 勝 率 | 打 者 | 投 球 回 | 被 安 打 | 被 本 塁 打 | 与 四 球 | 敬 遠 | 与 死 球 | 奪 三 振 | 暴 投 | ボ 丨 ク | 失 点 | 自 責 点 | 防 御 率 | W H I P |
| --------- | --------- | ----- | ----- | ----- | ----- | -------- | ----- | ----- | -------- | ----------- | ----- | ----- | -------- | -------- | ----------- | -------- | ----- | -------- | -------- | ----- | -------- | ----- | -------- | -------- | ------- |
| 1939      | 大阪 阪神 | 12    | 9     | 0     | 0     | 0        | 2     | 5     | --       | --          | .286  | 176   | 41.2     | 27       | 0           | 28       | --    | 1        | 24       | 1     | 0        | 14    | 10       | 2.14     | 1.32    |
| 1940      | 大阪 阪神 | 47    | 31    | 10    | 7     | 0        | 16    | 5     | --       | --          | .762  | 912   | 226.2    | 152      | 2           | 112      | --    | 5        | 112      | 2     | 0        | 47    | 38       | 1.51     | 1.16    |
| 1941      | 大阪 阪神 | 27    | 15    | 2     | 1     | 0        | 2     | 7     | --       | --          | .222  | 509   | 115.2    | 99       | 1           | 78       | --    | 3        | 55       | 2     | 0        | 42    | 29       | 2.25     | 1.53    |
| 1942      | 大阪 阪神 | 18    | 6     | 2     | 1     | 0        | 1     | 3     | --       | --          | .250  | 276   | 63.0     | 40       | 0           | 53       | --    | 5        | 35       | 1     | 0        | 23    | 16       | 2.29     | 1.48    |
| 1943      | 大阪 阪神 | 30    | 26    | 8     | 1     | 0        | 11    | 11    | --       | --          | .500  | 782   | 181.1    | 108      | 1           | 136      | --    | 4        | 108      | 1     | 0        | 70    | 49       | 2.42     | 1.35    |
| 通算：5年 | 通算：5年 | 134   | 87    | 22    | 10    | 0        | 32    | 31    | --       | --          | .508  | 2655  | 628.1    | 426      | 4           | 407      | --    | 18       | 334      | 7     | 0        | 196   | 142      | 2.03     | 1.33    |

- 各年度の太字はリーグ最高
- 大阪（大阪タイガース）は、1940年9月25日に阪神（阪神軍）に球団名を変更

### 記録
初記録
- 初登板・初先発登板：1939年4月9日、対阪急軍3回戦（阪神甲子園球場）、4回1失点
- 初勝利・初先発勝利：1939年4月19日、対名古屋軍3回戦（阪神甲子園球場）、1回1失点
- 初完投：1940年3月25日、対イーグルス2回戦（後楽園球場）、8回5失点（自責点4）、8回裏二死日没コールド引き分け
- 初完投勝利・初完封勝利：1940年5月9日、対南海軍3回戦（阪急西宮球場）

その他の記録
- ノーヒットノーラン：1回（1940年8月3日、対東京巨人軍8回戦、大連満倶球場） ※史上7人目
- 職業野球東西対抗戦出場（1943年）

### 背番号
- 38（1939年 - 1943年）